# Кастро (кратер)
Вижте пояснителната страница за други значения на Кастро.
Кастро (на английски: Castro) е ударен кратер разположен на планетата Венера. Той е с диаметър 22,9 km, и е кръстен на Розали Кастро – испанска поетеса.